# 呼吸衰竭
呼吸衰竭（respiratory failure）是各种原因引起的肺通气和（或）换气功能严重障碍，以致不能进行有效的气体交换，在静息状态下呼吸平地空气时，产生缺氧伴（或不伴）二氧化碳潴留，从而引起一系列生理功能和代谢紊乱的临床综合征。呼吸衰竭属于一种功能障碍状态，而不属一种疾病，可因肺部疾病引起，也可能是各种疾病的并发症。
動脈血液的攜氧量過低稱為低氧血症，即缺氧；二氧化碳過高則稱為高碳酸血症，即二氧化碳潴留。呼吸衰竭可分為4型。臨床上呼吸衰竭的定義通常有呼吸頻率增加、動脈血液氣體濃度異常（低氧血症、高碳酸血症或二者皆有），以及呼吸功（work of breathing）增加的表現。
正常的氣體分壓參考值為動脈內氧氣的壓力（PaO2，或稱血氧分壓）高於 80 mmHg（11 kPa），而動脈血二氧化碳分壓（PaCO2）低於 45 mmHg（6.0 kPa）。

## 成因
以下狀況可能導致呼吸衰竭：
肺吸進或呼出的空氣減少：受異物或硬塊施加的物理性壓迫、因服藥或胸壁病變而降低呼吸能力。
肺的供血受損：包含血栓栓塞及右心輸出量減少，像是右心衰竭及某些心肌梗塞。
肺組織交換肺中血液的氣體能力受限：任何會損傷肺組織的疾病都屬於此範疇，最常見的肇因（以下隨機排序）為感染、間質性肺病（interstitial lung disease，ILD）及肺水腫。

### 第1型
第1型呼吸衰竭定義為在血液中二氧化碳無升高（高碳酸血症）的狀況下，發生低血氧症的狀況。動脈內二氧化碳的分壓（PaCO2）有可能過低或仍在正常範圍。典型的成因是肺部通氣與肺血管灌流比（ventilation/perfusion，簡稱 V/Q）失衡，有通氣沒灌流或沒通氣有灌流造成氣體無法交換。第1型呼吸衰竭的基本缺陷皆有以下條件：
| PaO2 動脈血氧分壓           | 減少，低於 60 mmHg (8.0 kPa) |
| PaCO2 動脈血二氧化碳分壓    | 正常或低於 50 mmHg (6.7 kPa) |
| PA-aO2 肺泡/動脈血 氧分壓差 | 增加                         |

第1型呼吸衰竭係因氧合（oxygenation）而引起的有：
- 環境氧氣低：如身處高海拔地區
- 通氣灌流比不平衡：因部分肺有通氣但沒有血液灌流，例如肺栓塞
- 肺泡通氣不足：因呼吸肌肉活動減少導致每分鐘通氣量下降，如急性神經肌肉疾病。此一狀況如果變嚴重也可能導致第2型呼吸衰竭
- 擴散問題：因患有器質性疾病，氧氣無法進入微血管，如肺炎或急性呼吸窘迫症候群（ARDS）等
- 分流：靜脈系統中的含氧血跟缺氧血混在一起，如右向左分流（right to left shunt）

### 第2型
低血氧症（血氧分壓低於 8 kPa），合併高碳酸血症（動脈血二氧化碳分壓高於 6.0 kPa）。
第2型呼吸衰竭的基本缺陷皆有以下條件：
| PaO2 血氧分壓               | 衰退，低於 60 mmHg (8.0 kPa) |
| PaCO2 血二氧化碳分壓        | 高於 50 mmHg (6.7 kPa)       |
| PA-aO2 肺泡/動脈血 氧分壓差 | 正常                         |
| pH值                        | 下降                         |

第2型呼吸衰竭的成因為肺泡通氣量不足，氧氣與二氧化碳皆不平衡。定義是人體無法順利排除體內製造的二氧化碳，致使血中二氧化碳分壓上升，潛在成因如下：
- 呼吸道阻力增加：慢性阻塞性肺病、哮喘、窒息
- 呼吸次數下降：因用藥、腦幹病灶、過度肥胖引起
- 換氣的肺區域減少：如慢性支氣管炎
- 神經肌肉問題：如吉巴氏綜合症（英語：Guillain-Barré syndrome，簡稱 GBS[2]）、運動神經元疾病（英語：motor neuron disease）
- 受損（脊柱後側彎）、僵硬（僵直性脊椎炎)或連枷胸（英語：flail chest）[2]

### 第3型或第4型可參看：
https://www.thoracic.org/professionals/clinical-resources/critical-care/clinical-education/mechanical-ventilation/respiratory-failure-mechanical-ventilation.pdf（页面存档备份，存于）
https://www.physio-pedia.com/Respiratory_Failure（页面存档备份，存于）
https://www.mcgill.ca/criticalcare/teaching/files/acute（页面存档备份，存于）

## 治療方法

### 機械式呼吸輔助
呼吸衰竭的治療必須從其潛在病因著手，有些嚴重的病例（PaO2 低於 50 mmHg）會需要氣管插管（英語：Endotracheal intubation）及機械式呼吸輔助，而不太會用到像多沙普侖（英語：doxapram）這種呼吸興奮劑（英語：Respiratory stimulants）。如果呼吸衰竭是因鎮靜劑用藥過量引起，像是鴉片或苯二氮平類（英語：Benzodiazepines，BZD）中毒等，應投與相對應的解毒藥，如納洛酮（英語：naloxone）或安易醒（英語：Flumazenil）等。
有證據指出，在呼吸衰竭患者送達醫院以前，可以用持續性正壓呼吸器（英語：Continuous positive airway pressure，簡稱 CPAP）維持這段時間的呼吸。